# Margot Rojas Mendoza
Margot Rojas Mendoza (Veracruz, 24 de marzo de 1903 - La Habana, 1 de noviembre de 1996) fue una pianista y pedagoga mexicana.

## Biografía
Comenzó a estudiar piano a los cinco años. En 1912, se traslada a La Habana con su familia e ingresó en el Conservatorio Nacional dirigido por Hubert de Blanck, importante músico belga radicado en Cuba, quien fue su maestro de piano durante varios años. Allí concluyó sus estudios musicales a los 16 años de edad. Durante este período, obtuvo primeros premios en piano, teoría de la música y dictado musical.
Ofreció su primer recital en la Sala  Nicolás Ruiz Espadero y al año siguiente viajó a los Estados Unidos, donde tomó diversos cursos de perfeccionamiento en el Departamento de Música de la Universidad de Columbia. Durante dos años, estudió piano con el reconocido profesor y pianista Alexander Lambert, quien a su vez había sido discípulo de Franz Liszt en Weimar y  posteriormente se desempeñó como director del New College of Music.

## Actuaciones
Al finalizar sus estudios en los Estados Unidos, continuó su carrera como pianista ofreciendo recitales y conciertos en La Habana y otras ciudades de Cuba. 
Entre sus actuaciones más importantes cabe destacar el estreno en Cuba el 16 de marzo de 1930 del Concierto N.º 2 en do menor, Op. 18 de Rajmáninov junto a la Orquesta Filarmónica de La Habana. También interpretó con orquesta el concierto en mi menor de Chopin. Entre sus obras favoritas en los programas de recital, encontramos la Sonata N.º 31 en La bemol Mayor, Op. 110 de Beethoven, Preludio, Coral y Fuga de Cesar Franck y la Sonata N.º 3 en si menor, Op. 58 de Chopin.
Entre sus actuaciones más destacadas en Música de Cámara debemos señalar los conciertos con la soprano Lola de la Torre y recitales a dos pianos con  Ernesto Lecuona. 
En México actuó en la Sala de Artes del Conservatorio Nacional y en la Sala  Manuel Ponce del Palacio de Bellas Artes. En los Estados Unidos se presentó en la Steinway Hall de New York.

## Labor Pedagógica
Su intensa labor pedagógica se inicia  en 1925 en el Conservatorio María Jones en La Habana. Desde 1959 ejerció  como docente en el Conservatorio Municipal de La Habana, hoy Amadeo Roldan y fue fundadora de los Conservatorios Manuel Saumell y de la Escuela Nacional de Arte, donde trabajó hasta su jubilación en 1973.
Jorge Luis Prats, Frank Fernández, Yleana Bautista, Elvira Santiago y Roberto Urbay se destacan como los continuadores del arte pianístico de Margot Rojas Mendoza, quienes han realizado una distinguida y sobresaliente actividad pedagógica y artística.

## Homenaje
En febrero de 2003, para conmemorar el centenario de su natalicio, el Concurso Internacional de Piano Ignacio Cervantes de La Habana, estuvo dedicado a la memoria de Margot Rojas Mendoza, eminente e ilustre  pedagoga y pianista cubana.